# Dipsas bobridgelyi
Dipsas bobridgelyi – gatunek niejadowitego węża z rodziny połozowatych (Colubridae). Występuje w północno-zachodniej części Ameryki Południowej – w Ekwadorze i Peru. Prowadzi głównie zmierzchowy i nocny tryb życia.

## Systematyka
Takson ten po raz pierwszy zgodnie z zasadami nazewnictwa binominalnego opisali w 2018 roku Alejandro Arteaga i współpracownicy na łamach „ZooKeys”. Autorzy nadali gatunkowi nazwę Dipsas bobridgelyi. Jako miejsce typowe wskazali Reserva Buenaventura w prowincji EL Oro w Ekwadorze, na wysokości 524 m n.p.m. Holotyp ma oznaczenie MZUTI 5417, to dorosły samiec schwytany w sierpniu 2017 roku przez Matthijsa Hollandersa. Autorzy przebadali też 4 paratypy – 2 samice i 2 samce.

### Etymologia
- Dipsas: gr. ὀλίγος dipsas, διψαδος dipsados „jadowity wąż, którego ukąszenie wywołuje silne pragnienie”[4].
- bobridgelyi: Robert “Bob” S. Ridgely(inne języki) – ornitolog, który poświęcił prawie 50 lat życia na badania i ochronę ptaków w Ameryce Południowej, prezes Rainforest Trust[3].

## Morfologia
Jest to niewielki wąż o krótkiej czarnej głowie, spłaszczonym pysku, dosyć dużych wyłupiastych oczach o ciemnobrązowych tęczówkach i czarnych źrenicach. Charakteryzuje się 29–35 czarnymi pierścieniami, które są oddzielone od siebie wąskimi jasnymi pasami z rdzawymi plamami od strony grzbietu. Plamy te w przedniej części ciała są bardzo blade i słabo widoczne, a intensywność ubarwienia jest coraz większa w kierunku ogona. Gatunek ten może być mylony z Dipsas gracilis.
Wymiary:
|                          | Samiec   | Samica   |
| Długość całkowita (mm)   | 530–690  | 403–562  |
| Długość SVL (mm)         | 372–478  | 286–404  |
| Długość TL (mm)          | 158–212  | 117–158  |
| Łuski grzbietowe (rzędy) | 15/15/15 | 15/15/15 |
| Tarczki brzuszne         | 180–201  | 178–184  |
| Tarczki podogonowe       | 95–117   | 96–98    |

## Występowanie
Dipsas bobridgelyi występuje na zachodnich zboczach Andów w południowo-zachodnim Ekwadorze w prowincjach EL Oro i Azuay oraz w północno-zachodnim Peru w regionie Tumbes. Występuje na wysokościach od 39 do około 572 m n.p.m.

## Ekologia i zachowanie
Gatunek ten obserwowano w lesie górskim wtórnego wzrostu. Prowadzi głównie nocny tryb życia. Największą aktywność wykazuje od zmierzchu do północy. Żeruje najczęściej na krzewach od 1 m do 2,5 m nad poziomem gruntu, a jego dieta składa się ze ślimaków.

## Status
W Czerwonej księdze gatunków zagrożonych IUCN Dipsas bobridgelyi nie jest wymieniany. Autorzy pierwszego opisu sugerują, by nadać mu status gatunek zagrożony (EN, ang. Endangered) ze względu na niewielki obszar jego występowania, szacowany na mniej niż 5000 km², który tylko częściowo jest objęty ochroną, a pozostała część ulega degradacji.